# Wasserball-Europameisterschaft 1954
Die 8. Wasserball-Europameisterschaft 1954 fand vom 30. August bis 5. September in Turin (Italien) statt. Insgesamt spielten zwölf Teams um den Europameistertitel. Sieger des Turniers wurde die Mannschaft aus Ungarn.

## Turnierteilnehmer
| Gruppe A    | Gruppe B               | Gruppe C    | Gruppe D    |
| ----------- | ---------------------- | ----------- | ----------- |
| Italien     | Niederlande            | Ungarn      | Jugoslawien |
| Deutschland | Rumänien               | Österreich  | Spanien     |
| Belgien     | Vereinigtes Königreich | Sowjetunion | Frankreich  |

## Endergebnis
| Platz | Land                   | Flagge                                         | Code |
| ----- | ---------------------- | ---------------------------------------------- | ---- |
| 1.    | Ungarn                 | Ungarn 1949                                    | HUN  |
| 2.    | Jugoslawien            | Jugoslawien Sozialistische Föderative Republik | YUG  |
| 3.    | Italien                | Italien                                        | ITA  |
| 4.    | Niederlande            | Niederlande                                    | NED  |
| 5.    | Sowjetunion            | Sowjetunion 1923                               | SUN  |
| 6.    | Deutschland            | Deutschland                                    | DEU  |
| 7.    | Spanien                | Spanien 1945                                   | ESP  |
| 8.    | Vereinigtes Königreich | Vereinigtes Konigreich                         | GBR  |
| 9.    | Frankreich             | Frankreich                                     | FRA  |
| 10.   | Rumänien               | Rumänien 1952                                  | ROM  |
| 11.   | Belgien                | Belgien                                        | BEL  |
| 12.   | Österreich             | Osterreich                                     | AUT  |